# Rob Kardashian
Robert Arthur Kardashian (Los Ángeles, California; 17 de marzo de 1987) es una personalidad de televisión, modelo y empresario estadounidense, conocido por aparecer en el reality show de la cadena E! Keeping Up with the Kardashians.

## Biografía
Kardashian nació en la ciudad de Los Ángeles, California, hijo de Robert Kardashian y Kris Jenner. Rob es el cuarto de cuatro hermanos y único hijo varón de sus padres. Tiene ascendencia armenia por parte de su padre y por parte de su madre escocesa, irlandesa, inglesa y neerlandesa.
Tiene tres hermanas mayores,  Kourtney, Kim y Khloé Kardashian. Sus padres se divorciaron en 1990 y su madre se casó nuevamente con Bruce Jenner (ahora Caitlyn Jenner) en 1991. Tiene dos mediohermanas menores por parte de su madre, Kendall y Kylie Jenner. Durante el matrimonio de su madre con Jenner tuvo cuatro hermanastros mayores, Burton, Cassandra, Brandon y Brody. Su padre Robert, murió en 2003 de un cáncer. Robert participó en la temporada 13 de "Dancing With The Stars", su compañera de baile era Cheryl Burke, y acabaron en segundo lugar.

### Educación
Rob se graduó de la Universidad del Sur de California, Marshal School de USC Marshall School of Business en mayo de 2009. Rob junto con su hermana, Kourtney, son los únicos hermanos Kardashian que asistieron y se graduaron de la universidad.

## Carrera
Rob participó en el año 2011 en la decimotercera temporada de Dancing with the Stars junto a su compañera Cheryl Burke y llegó hasta la final aunque no consiguió ganar terminando en segundo lugar. En el año 2012 le llamaron para ser uno de los jueces del programa Miss USA. Ese mismo año, participó en el programa de citas de Fox llamado The Choice. 
También ha intentado probar suerte en el mundo de los negocios, al igual que sus hermanas, pero sin tener demasiado éxito al contrario que ellas. Ha trabajado con empresas comerciales como Perfecskin, Rival Spot, El BG5, además de tener su propia marca de calcetines llamada "Arthur George" que lanzó en el año 2012.

## Vida personal
En 2007 comenzó a salir con Adrienne Bailon. La relación fue documentada por el programa Keeping Up with the Kardashians durante el tiempo que duró, hasta 2009. Bailon aseguró que la relación terminó a causa de las infidelidades de Kardashian.
En 2012 se le relacionó sentimentalmente con la cantante Rita Ora ya que se les vio en muchas ocasiones con actitud cariñosa por la calle. Más tarde la pareja confirmó los rumores a través de sus redes sociales. Pero la pareja apenas duró y decidió separarse.
En diciembre de 2015 se dio a conocer la noticia de que Rob Kardashian había sido hospitalizado después de diagnosticársele diabetes.
En enero de 2016 a través de E! News se supo que estaba saliendo con Blac Chyna. El exnovio de Chyna, Tyga, salió con la hermana más joven de Rob, Kylie Jenner. Algunas semanas más tarde se comprometieron y poco después se dio a conocer la noticia de que Chyna estaba embarazada del primer hijo de Kardashian y el segundo de ella, siendo el primero con Tyga. 
El jueves 10 de noviembre de 2016 nació Dream Renée Kardashian a las 9:18 a.m. en Los Ángeles, California.
Aunque tras muchos problemas de pareja, en 2017 anunciaron que se separaban. Tras esto comenzaron una guerra atacándose a través de sus redes sociales.

## Televisión
- Keeping Up with the Kardashians  (2007-2021)
- Rob & Chyna